# Kelkheim (Taunus)
Kelkheim (Taunus) è una città tedesca di 29 112 abitanti, situata nel land dell'Assia.

## Amministrazione

### Gemellaggi
Kelkheim è gemellata con:
- Saint-Fons, dal 1971
- High Wycombe, dal 1986